# Lars Wingqvist
Lars Johan Wingqvist, född 25 februari 1835 i Södra Vings socken, Älvsborgs län, död 2 juni 1900 i Fritsla, var en svensk vävnadsförläggare, fabrikör och politiker.

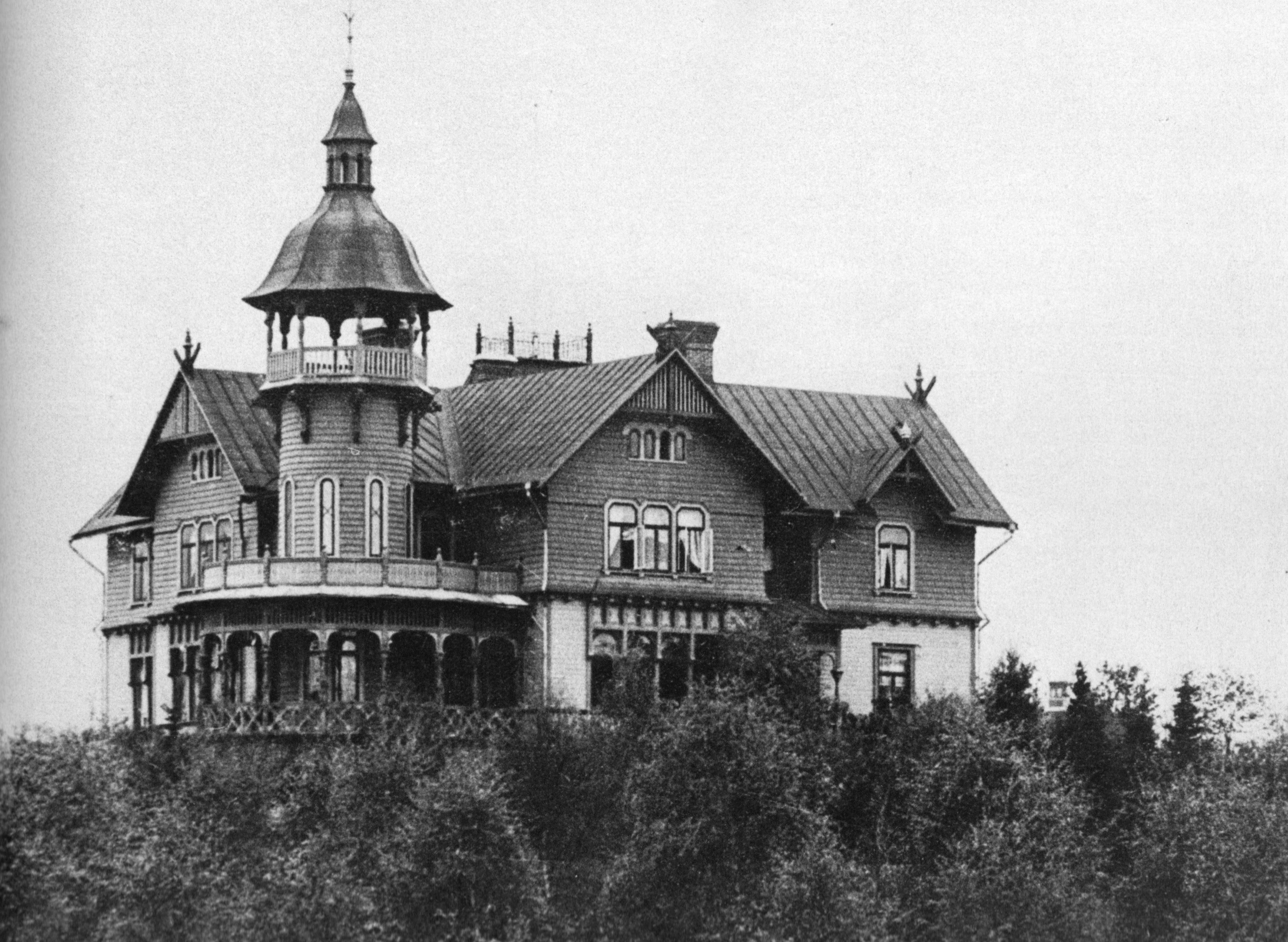
Bjälbo, uppfört i Fritsla åt Lars Johan Wingqvist 1896. Numer förskola.

Wingqvist bedrev textil förläggareverksamhet i Fritsla på 1860-talet, innan han 1874 anlade L. J. Wingqvist Fritsla Mekaniska Wäfveri & Spinnerier. I början av 1900-talet var fabriken den största i sitt slag i Sverige. Han var ledamot av riksdagens första kammare från urtiman 1892-1894, invald i Älvsborgs läns valkrets. 